# Nowy Lubusz
Nowy Lubusz (niem. Neu Lebus) – wieś sołecka w Polsce, położona w województwie lubuskim, w powiecie słubickim, w gminie Słubice.
Wieś położona jest nad Odrą przy lokalnej drodze Słubice–Nowy Lubusz. W pobliżu wsi znajduje się średniowieczne grodzisko.

## Historia
Nowy Lubusz powstał w 1765 r. pod nazwą Kolonia Lubusz (niem. Kolonie Lebus) na polecenie króla Fryderyka II Wielkiego, a w 1784 r. uległ powiększeniu. Od 1873 do 1945 r. wieś wchodziła w skład powiatu lubuskiego w rejencji frankfurckiej pruskiej prowincji Brandenburgia.
Od 1945 r. w granicach Polski, gdzie włączono go do powiatu rzepińskiego jako zeksklawizowana część gminy Słubice. 
W latach 1975–1998 miejscowość administracyjnie należała do województwa gorzowskiego.
W miejscowości działało państwowe gospodarstwo rolne – Gospodarstwo w Nowym Lubuszu podległe pod Zakład Rolny Białe w Słubicach wchodzący w skład Lubuskiego Kombinatu Rolnego w Rzepinie. Jednak wbrew nazwie nie znajdował on się w Nowym Lubuszu, lecz w Kolonii Nowy Lubusz wchodzącej w skład sołectwa Nowy Lubusz (status jednostki osadniczej oficjalnie nieustalony).

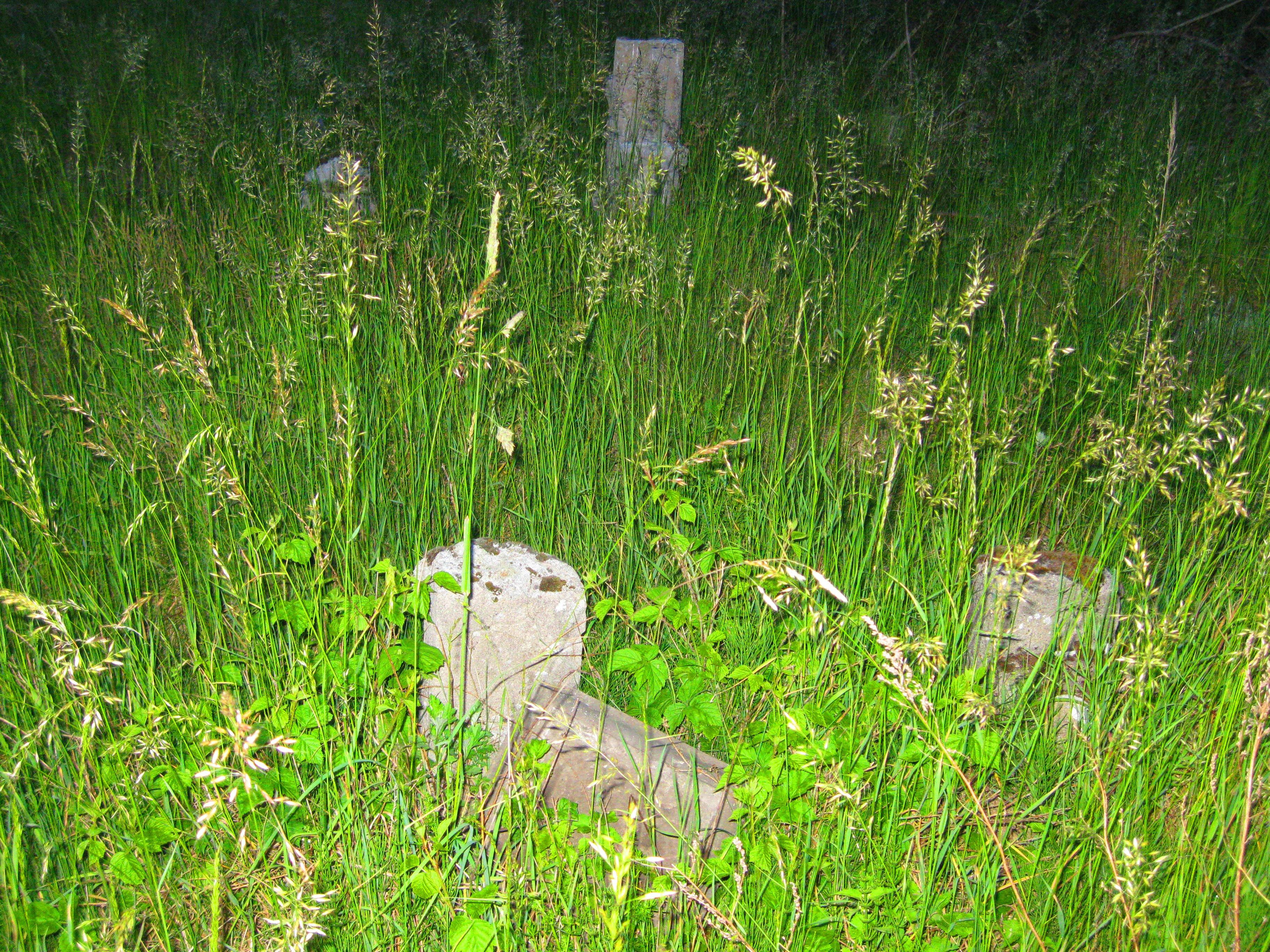
Pozostałości cmentarza niemieckiego z XIX w.

## Zabytki
- średniowieczne grodzisko w pobliżu wsi[6]
- cmentarz z XIX w.
- dom mieszkalny nr 22 z pocz. XX w.
- magazyn zbożowy z lat 20. XX w.